# 50 Years of Hits
Albums de George Jones
The Gospel Collection
(2003) Hits I Missed...And One I Didn't
(2005)
50 Years of Hits est une compilation de l'artiste américain de musique country George Jones. Cet album est sorti le 9 novembre 2004 sur le label Bandit Records. George Jones a signé à Starday Records en 1953, a publié ses premiers singles en 1954 avant d'avoir son premier tube aux États-Unis en 1955 avec Why Baby Why.

## Informations sur l'album
Jones a enregistré près de 900 chansons et est apparu comme invité sur des centaines d'albums par d'autres artistes. Billboard magazine prétend que George Jones a fait entrer plus de singles dans les charts qu'aucun autre artiste dans aucun autre genre musical. Cette compilation présente une chanson par an, l'année étant celle de sa publication. Généralement, il s'agit du plus gros tube de Jones de cette année-là, mais à l'occasion la chanson a simplement été choisie par Jones parce qu'il pensait qu'il s'agissait de sa meilleure chanson pour l'année en question.

## Production
Toutes les chansons sauf deux sont des enregistrements originaux. La plupart de ses premières chansons pour Starday Records ont été réenregistrées pour Epic Records dans les années 1970, et deux d'entre elles sont utilisées (1967 & 1968) parce que Musicor/Gusto n'a pas permis aux producteurs d'utiliser les versions originales. 
Un certain nombre d'erreurs émaille la compilation. Jones a enregistré Good Year for the Roses en 1970 à l'origine, mais une version plus tardive en duo avec Alan Jackson est présentée ici. La présence de son tube no 1 de l'année 1981, Still Doin' Time, au milieu de ses tubes des années 1960 est un trouver sur le CD 2 entre He Stopped Loving Her Today et Same Ole Me. De fait, c'est son tube no 1 de l'année 1982 en duo avec Merle Haggard, Yesterday's Wine, qui représente l'année 1981. Same Ole Me, qui a été un tube en 1982, est sortie avant le duo avec Haggard, par conséquent un certain nombre de chansons ne sont pas dans l'ordre chronologique. Son duo de 1979 avec Waylon Jennings, Night Life, n'est pas sorti en single. Radio Lover, qui représente l'année 1988, a été enregistrée à l'origine en 1983 sur l'album Jones Country mais n'a été publiée en single par Epic Records qu'en 1989.

## Liste des pistes

### CD 1
| No  | Titre                                                                        | Auteur | Durée |
| --- | ---------------------------------------------------------------------------- | ------ | ----- |
| 1.  | Why Baby Why 1955                                                            |        | 2:15  |
| 2.  | Just One More 1956                                                           |        | 2:42  |
| 3.  | Tall, Tall Trees 1957                                                        |        | 2:26  |
| 4.  | Color of the Blues 1958                                                      |        | 2:50  |
| 5.  | White Lightning 1959                                                         |        | 2:46  |
| 6.  | Window Up Above 1960                                                         |        | 2:33  |
| 7.  | Tender Years 1961                                                            |        | 2:23  |
| 8.  | She Thinks I Still Care 1962                                                 |        | 2:34  |
| 9.  | You Comb Her Hair 1963                                                       |        | 2:40  |
| 10. | The Race Is On 1964                                                          |        | 2:07  |
| 11. | We Must Have Been Out of Our Minds 1965 (avec Melba Montgomery)              |        | 2:39  |
| 12. | Still Doin' Time 1981                                                        |        | 2:49  |
| 13. | Walk Through This World with Me réenregistrement - version originale en 1967 |        | 2:25  |
| 14. | She's Mine 1968                                                              |        | 3:02  |
| 15. | I'll Share My World with You 1969                                            |        | 2:47  |
| 16. | Good Year for the Roses 1994 (avec Alan Jackson)                             |        | 3:37  |
| 17. | Take Me 1971 (avec Tammy Wynette)                                            |        | 2:20  |

### CD 2
| No  | Titre                                              | Auteur | Durée |
| --- | -------------------------------------------------- | ------ | ----- |
| 1.  | A Picture of Me (Without You) 1972                 |        | 2:31  |
| 2.  | Once You've Had The Best 1973                      |        | 2:38  |
| 3.  | The Grand Tour 1974                                |        | 3:05  |
| 4.  | These Days I Barely Get By 1975                    |        | 3:01  |
| 5.  | Her Name Is 1976                                   |        | 2:19  |
| 6.  | Near You 1977 (avec Tammy Wynette)                 |        | 2:21  |
| 7.  | Bartender's Blues 1978                             |        | 3:46  |
| 8.  | Nightlife 1979 (avec Waylon Jennings)              |        | 3:42  |
| 9.  | He Stopped Loving Her Today 1980                   |        | 3:17  |
| 10. | Yesterday's Wine 1982 (avec Merle Haggard)         |        | 3:14  |
| 11. | Same Ole Me 1982                                   |        | 2:52  |
| 12. | I Always Get Lucky with You 1983                   |        | 3:18  |
| 13. | She's My Rock 1984                                 |        | 2:27  |
| 14. | Who's Gonna Fill Their Shoes 1985                  |        | 3:17  |
| 15. | The One I Loved Back Then (The Corvette Song) 1986 |        | 2:30  |
| 16. | The Right Left Hand 1987                           |        | 3:15  |
| 17. | Radio Lover 1988                                   |        | 3:26  |

### CD 3
| No  | Titre                                                             | Auteur | Durée |
| --- | ----------------------------------------------------------------- | ------ | ----- |
| 1.  | (I'm a) One Woman Man 1989                                        |        | 2:15  |
| 2.  | A Few Ole Country Boys 1990 (avec Randy Travis)                   |        | 3:38  |
| 3.  | You Couldn't Get The Picture 1991                                 |        | 3:34  |
| 4.  | Finally Friday 1992                                               |        | 2:43  |
| 5.  | I Don't Need Your Rockin' Chair 1993                              |        | 2:48  |
| 6.  | High Tech Redneck 1994                                            |        | 2:26  |
| 7.  | One 1995 (avec Tammy Wynette)                                     |        | 4:07  |
| 8.  | I Must Have Done Something Bad 1996                               |        | 3:19  |
| 9.  | When Did You Stop Loving Me 1997                                  |        | 3:43  |
| 10. | Wild Irish Rose 1998                                              |        | 4:39  |
| 11. | Choices 1999                                                      |        | 3:25  |
| 12. | Cold Hard Truth 2000                                              |        | 4:06  |
| 13. | Beer Run (B Double E Double Are You In?) 2001 (avec Garth Brooks) |        | 3:03  |
| 14. | 50,000 Names 2002                                                 |        | 3:50  |
| 15. | I Got Everything 2003                                             |        | 3:13  |
| 16. | Amazing Grace 2004                                                |        | 3:22  |

## Producteurs
- Producteur de la compilation : Evelyn Shriver
- Producteurs associés : Susan Nadler et Michael Campbell
- Direction artistique : Virginia Team et Luellyn Latocki
- Conception par Don Baily pour Latocki Team Creative, Nashville, TN
- Compilation masterisée par Custom Mastering, Inc.

## Positions dans les charts

### Album
| Chart (2004)                      | Positions |
| --------------------------------- | --------- |
| U.S. Billboard Top Country Albums | 20        |
| U.S. Billboard 200                | 118       |
| U.S. Billboard Independent Albums | 5         |

## Ventes et certifications
| Région     | Délivrée par | Certification |
| ---------- | ------------ | ------------- |
| États-Unis | RIAA         | Disque d'or   |